# Fès-Meknès
Fès-Meknès is sinds 2015 een regio in Marokko. De hoofdstad is Fez. De regio ligt in het noorden van Marokko. Fès-Meknès heeft een oppervlakte van 38.766 km² en telt 4.467.911 inwoners (2024).
Administratief is de regio verder opgedeeld in prefecturen en provincies:
- Fès (prefectuur)
- Meknès (prefectuur)
- Boulmane (provincie)
- El Hajeb (provincie)
- Ifrane (provincie)
- Sefrou (provincie)
- Taounate (provincie)
- Taza (provincie)
- Moulay Yacoub (provincie)

In het noorden grenst de regio aan de regio Tanger-Tétouan-Al Hoceïma, in het oosten aan L'Oriental, in het zuiden aan Drâa-Tafilalet en in het westen met de klok mee aan Béni Mellal-Khénifra en Rabat-Salé-Kénitra.
Voor 2015 bestond de regio Fès-Boulmane. Deze regio met 1 prefectuur en 3 provincies werd uitgebreid met de provincies Taounate en Taza van de opgeheven regio Taza-Al Hoceïma-Taounate, met de prefectuur Meknès en de provincies El Hajeb en Ifrane van de voormalige regio Meknès-Tafilalet.
Bekende plaatsen in de regio zijn twee van de vier Marokkaanse koningssteden, Fès en Meknès, waarbij zowel de medina van Fès als het historisch stadscentrum van Meknès zijn toegevoegd op de UNESCO werelderfgoedlijst, en de warmwaterbronnen van Moulay Yacoub en Sidi Harazem.